# Wojciech Łukaszewski
Wojciech Łukaszewski (ur. 10 marca 1936 w Częstochowie, zm. 13 kwietnia 1978 tamże) – polski kompozytor, pedagog, krytyk muzyczny, organizator życia muzycznego.
Syn Heleny z domu Michalskiej i pracownika kancelarii prawniczej Antoniego Łukaszewskiego (uczestnika III powstania śląskiego). W 1963 poślubił Marię Patrzyk. Ojciec Pawła Łukaszewskiego i Marcina Łukaszewskiego.

## Życiorys

### Wykształcenie
Edukację muzyczną rozpoczął w wieku 15 lat. W latach 1951–1960 był uczniem Państwowej Szkoły Muzycznej I i II st. w Częstochowie, w klasie fortepianu Wacławy Sakowicz. Na koncercie dyplomatów odbywającym się w Filharmonii Częstochowskiej wykonał z towarzyszeniem orkiestry symfonicznej II i III część Koncertu d-moll J.S. Bacha. Kształcił się także pod kierunkiem Wacława Przytulskiego, Antoniego Szuniewicza i Tadeusza Wawrzynowicza. Już wtedy zyskał opinię dobrego akompaniatora oraz znany był ze szczególnie dobrej umiejętności czytania nut a vista. Jego pierwszym utworem muzycznym była dwugłosowa Fuga a-moll na fortepian solo, którą przedstawił jako ćwiczenie z kontrapunktu w czasie studiów kompozytorskich. W 1959 zdał egzamin dojrzałości w Liceum dla Dorosłych w Częstochowie.
W latach 1960–1965 studiował kompozycję w Państwowej Wyższej Szkole Muzycznej w Warszawie na wydziale Kompozycji, Dyrygentury i Teorii Muzyki w klasie Tadeusza Szeligowskiego, a po jego śmierci u Tadeusza Paciorkiewicza. W tym czasie kształcił się pod kierunkiem Piotra Perkowskiego (instrumentacja symfoniczna), Andrzeja Dobrowolskiego (harmonia), Witolda Rudzińskiego (literatura muzyczna), Stanisława Prószyńskiego (czytanie partytur), Wincentego Laskiego (kształcenie słucha), Stefana Śledzińskiego (analiza form muzycznych), i Pawła Beylina (filozofia). W 1963 został przyjęty do Koła Młodych Związku Kompozytorów Polskich. W latach 1963–1964 powstał pierwszy utwór symfoniczny kompozytora Concertino na fortepian i orkiestrę. Tematem pracy dyplomowej Łukaszewskiego była „Pieśń o śmierci Bolesława Chrobrego” (z kroniki Galla Anonima). 26 czerwca 1965 uzyskał dyplom ukończenia studiów. Dokładnie rok później, na Festiwalu Polskiej Muzyki Współczesnej we Wrocławiu odbyło się prawykonanie kantaty historycznej De morte Boleslai carmina na baryton solo, głos recytujący, chór mieszany i orkiestrę symfoniczną. Studia kompozytorskie uzupełniał w latach 1966–1967 u Nadii Boulanger w Paryżu jako stypendysta rządu francuskiego.

### Kariera i twórczość
Po powrocie do kraju w 1967 przez rok prowadził ćwiczenia z harmonii na Wydziale Wychowania Muzycznego PWSM w Warszawie. Trudności mieszkaniowe spowodowały, że Łukaszewski wrócił w 1968 do Częstochowy, gdzie podjął pracę w PSM I i II st., której w 1971 roku został dyrektorem. Wykładał przedmioty teoretyczne, m.in.: historię, formy i literaturę muzyczną, czytanie partytur, polski folklor muzyczny, kontrapunkt i instrumentoznawstwo. Jako pedagog pracował również w latach 1976–1977 na Politechnice Częstochowskiej, gdzie prowadził zajęcia fakultatywne z muzyki i kultury współczesnej. W 1968 Związek Kompozytorów Polskich przyznał Łukaszewskiemu honorowe wyróżnienie za utwór Pieśń o żołnierzach Westerplatte.
Uzupełnieniem pracy twórczej i pedagogicznej była wszechstronna działalność animatorska i społeczna. W latach 1968–1971 Łukaszewski współpracował z Filharmonią Częstochowską jako prelegent podczas filharmonicznych koncertów, a w latach 1968–1978 jako autor komentarzy do programów tychże koncertów. Spis opublikowanych przez niego komentarzy obejmuje 145 pozycji (w tym 136 dotyczy koncertów abonamentowych, a 9 Ogólnopolskich Festiwali Skrzypcowych im. Grażyny Bacewicz). Działał, jako prelegent podczas licznych koncertów i imprez muzycznych na terenie całego województwa częstochowskiego. Ponadto współpracował z działającym na przełomie lat sześćdziesiątych i siedemdziesiątych Klubem Miłośników Muzyki; był jednym ze współorganizatorów tzw. „Wieczorów Umuzykalniających”. Działał, jako juror podczas konkursów i przeglądów muzycznych zespołów amatorskich na terenie miasta i województwa. Był współorganizatorem imprez muzycznych „Prezentujemy młode talenty”, odbywających się w Klubie MPiK; cyklu koncertów „Wieczory muzyczne przy świecach”, członkiem rady programowej Ogólnopolskiego Festiwalu Skrzypcowego im. G. Bacewicz, a także jednym z założycieli i wiceprezesem powstałego w 1976 Częstochowskiego Towarzystwa Muzycznego.
Obok działalności kompozytorskiej, pedagogicznej i organizatorskiej, Wojciech Łukaszewski zajmował się w latach 1968–1976 krytyką i publicystyką muzyczną. W latach 1968–1975 napisał ponad 120 artykułów o szerokiej tematyce. Współpracował z redakcjami „Życia Częstochowy”, „Gazety Częstochowskiej” i „Ruchu Muzycznego” jako recenzent i felietonista. W „Życiu Częstochowy” Łukaszewski recenzował systematycznie koncerty odbywające się w Filharmonii Częstochowskiej. Od 1971 kompozytor był członkiem Stowarzyszenia Autorów ZAiKS, a w 1974 został członkiem nadzwyczajnym Związku Kompozytorów Polskich.
Za działalność organizacyjną i pedagogiczną Łukaszewski otrzymał liczne nagrody i odznaczenia państwowe, m.in.: 1974 – Nagroda Kuratora Okręgu Szkolnego Katowickiego za wybitne osiągnięcia w pracy dydaktycznej i wychowawczej; 1975 – Srebrna Odznaka za zasługi dla rozwoju Społecznych Ognisk Artystycznych; 1977 – Srebrny Krzyż Zasługi.

### Śmierć
Mimo pogarszającego się stanu zdrowia Łukaszewski tworzył nadal (w planach miał koncert fortepianowy i operę) oraz przygotowywał swoje kompozycje do wydania drukiem. Zmarł 13 kwietnia 1978 w Częstochowie w wyniku ciężkich komplikacji spowodowanych zatorem płuc oraz zawałem serca. Podczas mszy żałobnej wykonane zostały fragmenty nieukończonej Litanii do Madonny Treblińskiej (utwór dokończony został w 1991 przez jego syna) oraz pieśń na głos z fortepianem Tak małomównej nie było jesieni. W ceremoniach pogrzebowych uczestniczyli przedstawiciele Związku Kompozytorów Polskich, PWSM w Warszawie, a także mieszkańcy Częstochowy. Spoczął na cmentarzu rodzinnym Kule w Częstochowie.

### Twórczość
Dorobek kompozytorski W. Łukaszewskiego obejmuje 60 dzieł ukończonych oraz 9 kompozycji nieukończonych. Niektóre z nich zostały ukończone i opracowane przez syna kompozytora, Pawła Łukaszewskiego. Wykaz utworów Łukaszewskiego zawiera kompozycje orkiestrowe, kameralne, fortepianowe, pieśni na głos i fortepian, chóralne, wokalno-instrumentalne, a także kompozycje o charakterze dydaktycznym i muzykę teatralną do spektakli wystawianych w latach 1971–1977 w Teatrze Dramatycznym w Częstochowie. W jego utworach słychać styl inspirowany muzyką Mieczysława Karłowicza, neoklasycyzmem, ekspresjonizmem, sonoryzmem oraz aleatoryzmem.
Utwory Wojciecha Łukaszewskiego prezentowane były na licznych festiwalach krajowych i zagranicznych, m.in. takich, jak: Wrocławski Festiwal Polskiej Muzyki Współczesnej (1966, 1969, 1972, 1978), Poznańska Wiosna Muzyczna (1974), Warszawska Jesień (1975), Jeunesses Musicales w Częstochowie (1976), VII Leningradzka Wiosna Muzyczna (1971), Festiwal Współczesnej Twórczości Muzycznej dla Dzieci i Młodzieży w Łodzi (1977, 1979, 1997), Festival Estival de Paris (1978), Międzynarodowy Festiwal Muzyki Sakralnej „Gaude Mater” w Częstochowie (1991, 1993, 1998), Laboratorium Muzyki Współczesnej w Białymstoku (1994, 1995, 1996, 2004), Festiwal Muzyki Chóralnej im. W. Łukaszewskiego w Częstochowie (1997, 1999), a także podczas licznych koncertów kompozytorskich organizowanych za życia kompozytora (Filharmonia Częstochowska, 1973) oraz w pierwszą rocznicę śmierci (1979) i następnie co pięć lat z okazji kolejnych rocznic śmierci kompozytora (1983, 1988, 1993, 1998, 2004) m.in. w Filharmonii Częstochowskiej, Zespole Szkół Muzycznych w Częstochowie oraz Akademii Muzycznej im. F. Chopina w Warszawie (1993).
Dzieła Łukaszewskiego wykonywane były również za granicą: w Anglii, Belgii, Francji, Łotwie, Niemczech, Rosji i Słowacji. Niektóre z nich doczekały się wydania drukiem w Agencji Autorskiej (Warszawa), Polskim Wydawnictwie Muzycznym (Kraków) oraz rejestracji na płytach CD w Wydawnictwie Muzycznym Acte Préalable (Warszawa).
Za swoją twórczość kompozytor otrzymał liczne nagrody na konkursach kompozytorskich: 1965 – I nagroda na Konkursie Kompozytorskim w Koszalinie za Nazywam Ciebie Morze; 1968 – wyróżnienie na XI Konkursie Młodych Kompozytorów za Musica per archi; 1969 – II nagroda na Konkursie Kompozytorskim w Poznaniu za Mazowsze; 1970 – wyróżnienie honorowe na Ogólnopolskim Konkursie Kompozytorskim za Pieśń o żołnierzach z Westerplatte; 1970 – wyróżnienie na Konkursie Kompozytorskim we Wrocławiu za Freski Wrocławskie; 1973 – wyróżnienie na Ogólnopolskim Konkursie Kompozytorskim za Concertino. W 1977 roku Wojciech Łukaszewski otrzymał Nagrodę Ministra Kultury i Sztuki II stopnia za całokształt twórczości kompozytorskiej.

### Upamiętnienie
O życiu i twórczości W. Łukaszewskiego napisane zostały trzy prace magisterskie oraz książka (M. Łukaszewski, Wojciech Łukaszewski – życie i twórczość, WSP, Częstochowa 1997).
Na ścianie budynku, w którym mieszkał od 1968 do śmierci w osiemdziesiątą rocznicę urodzin kompozytora umieszczono tablicę pamiątkową.

## Ważniejsze kompozycje

### Orkiestrowe
- Concertino na fortepian i orkiestrę nr I, 1964
- Musica per archi, 1968
- Confessioni per orchestra, 1970
- Musica da camera, 1971
- Concertino na fortepian i orkiestrę nr II, 1973
- Epizody na orkiestrę, 1975, wyd. PWM Kraków, 1984.

### Kameralne
- Kaprys na skrzypce i fortepian, 1963
- Cztery miniatury na klarnet i fortepian, 1963
- Utwór na kwartet smyczkowy, 1967, wyd. Agencja Autorska, 1976
- Cztery miniatury na 2 flety i klarnet, 1974
- Quartetto per tromboni, 1975
- Suita w dawnym stylu na kwintet dęty, 1976, wyd. Agencja Autorska, 1979

### Solowe
- Dwugłosowa Fuga a-moll na fortepian, 1957?
- Wariacje c-moll na fortepian (cykl I), 1960
- Wariacje c-moll na fortepian (cykl II), 1960
- Preludium na fortepian, 1961;
- Toccata na fortepian, 1962
- I Sonatina na fortepian, 1963;
- II Sonatina na fortepian, 1963
- Wariacje na temat melodii ludowej „Uśnijże mi uśnij” na fortepian, 1977
- Preludium na akordeon, 1978

### Chóralne a cappella
- Nazywam ciebie morze na chór mieszany, sł. H. Piotrowski, 1965;
- Tysiąclecie na chór mieszany, sł. M. Jastrun, 1966
- Catulli Carmina na chór mieszany, sł. Katullus, 1967
- Mazowsze na chór męski, sł. K.K. Baczyński, 1969
- Pieśń o żołnierzach z Westerplatte na chór mieszany, sł. K.I. Gałczyński, 1969
- Tryptyk ludowy na chór mieszany, (oprac. pol. mel. lud.), 1969
- Dwie pieśni na chór chłopięcy, sł. M. Konopnicka, 1969
- Pieśń na chór mieszany, sł. A. Mickiewicz, 1970
- Nike na chór mieszany, sł. W. Broniewski, 1971

### Pieśni na głos solo
- Glorkanto (Pochwała Stworzenia), sł. E.Cichla-Czarniawska, 1977
- Tak jak drzewa, sł. M. Łukaszewska, 1977

### Utwory wokalno-instrumentalne
- De morte Bolezlaui Carmina, mała kantata historyczna na baryton solo, głos recytujący, chór mieszany i orkiestrę, sł. Gall Anonim, 1965
- Pieśni Księżyca na mezzosopran, głos recytujący i 9 instrumentów, sł. F. Garcia Lorca, 1966;
- Trois fragments poetiques d’apres Pontus de Tyard na mezzosopran i flet, sł. Pontus de Tyard, 1966
- Trois épisodes funebres na sopran i orkiestrę, sł. Pontus de Tyard, 1969
- Oda na Gdańsk na baryton solo, głos recytujący, klarnet solo, chór mieszany i orkiestrę, sł. J. Iwaszkiewicz, 1969
- Freski wrocławskie, mała kantata na baryton solo, głos recytujący, chór mieszany i orkiestrę, sł. M. Konopnicka, S. Grochowiak, 1969

### Pieśni na głos i fortepian
- Jesień wspomnienia tka młodości, sł. L. Staff, 1957
- Jakżeż ja się uspokoję, sł. S. Wyspiański, 1958
- Z preludiów, sł. K. Przerwa-Tetmajer, 1958
- Smutną jest dusz moja, sł. K. Przerwa-Tetmajer, 1960
- Te żywieckie pola, (oprac. pol. mel. lud.), 1957-60
- Ej, sama, jo se sama, (oprac. pol. mel. lud.), 1960-61
- Po górak, po lasak śniezek polatuje, (oprac. pol. mel. lud.), 1960-61
- Kranke Rose, sł. ?, 1960-61
- Trzy pieśni na sopran i fortepian, sł. J. Przyboś, 1962
- Noc na morzu na mezzosopran i fortepian, sł. H. Piotrowski, 1965
- Listopady, sł. W. Broniewski, 1971
- Idzie wojsko przez świat, sł. H. Gaworski, 1974-75
- Maszeruje pluton, sł. K.K. Baczyński, 1974-75
- Hełm, sł. I. Sikirycki, 1974-75
- Trzy pieśni na sopran i fortepian, sł. E. Cichla-Czarniawska, 1975
- Tak małomównej nie było jesieni, sł. T. Biskup, 1975
- Ballada o polskim dziecku, sł. Z. Jerzyna, 1977
- Siedem piosenek dla dzieci, sł. A. Nowicki, D. Gellnerowa, J. Porazińska, H. Szayerowa, 1977

### Muzyka teatralna
- Wszystko dobre co się dobrze kończy (W. Szekspir), 1971
- Miłość i próżność (K. Godebski), 1974
- Wierna rzeka (S. Żeromski), 1975
- Czarodziejskie okulary (Z. Niemczynowski), 1977

## Literatura (wybór)
- Bączyńska-Rajchel, Maria, Katalog tematyczny dzieł Wojciecha Łukaszewskiego, praca magisterska, maszynopis, WSP, Częstochowa 1981
- Gabryś Ryszard, Polska muzyka współczesna w Częstochowie, „Ruch Muzyczny” nr 14 / 1974
- Gago Piotr, Łukaszewski Wojciech, hasło biograficzne, w: Encyklopedia Muzyki, red. E. Dziębowska, t. 5 – klł, PWM, Kraków 1997, s. 470
- Jurga Beata, Twórczość chóralna a cappella Wojciecha Łukaszewskiego, praca magisterska, maszynopis, WSP, Częstochowa 1989
- Komorowska Małgorzata, Pod Jasną Górą, „Ruch Muzyczny” nr 12 / 1975; Łukaszewski Marcin Tadeusz, Łukaszewski Wojciech, hasło biograficzne, w: Słownik Biograficzny Ziemi Częstochowskiej, t. I, red. A.J. Zakrzewski, WSP, Częstochowa 1998, s. 77-80;
- Łukaszewski Marcin, Łukaszewski Wojciech, hasło biograficzne, w: Kompozytorzy polscy 1918-2000, red. Marek Podhajski
- Marcin Łukaszewski, Wojciech Łukaszewski – kompozytor, pedagog, działacz muzyczny, cz. I, „Muzyka21” nr 4 / 2001;
- Marcin Łukaszewski, Wojciech Łukaszewski – kompozytor, pedagog, działacz muzyczny, cz. II, „Muzyka21” nr 5 / 2001
- Marcin Łukaszewski, Charakterystyka twórczości fortepianowej i pedagogicznej Wojciecha Łukaszewskiego, w: Prace Naukowe – Pedagogika VII, Wydawnictwo WSP, Częstochowa 1998, s. 95-111
- Marcin Łukaszewski, Twórczość fortepianowa Wojciecha Łukaszewskiego, praca magisterska, maszynopis, AMFC, Warszawa 1996
- Marcin Łukaszewski, Wojciech Łukaszewski. Życie i twórczość, Wydawnictwo WSP, Częstochowa 1997, s. 282
- Marcin Łukaszewski, Życie i twórczość Wojciecha Łukaszewskiego, „Saeculum Christianum” nr 2 / 1999, Wydawnictwo ATK, Warszawa 2000, s. 123-138
- Łukaszewski Wojciech, hasło biograficzne, w: International Who's Who in Music and Musicians, London bd.
- Łukaszewski Wojciech, Muzyczne interludia. Recenzje, sprawozdania, refleksje, wywiady, pod red. M.T. Łukaszewskiego, Musica Sacra Edition, Warszawa 2009
- Malko Wanda, 100 lat szkolnictwa muzycznego w Częstochowie 1904-2004, OPK Gaude Mater, Częstochowa 2004, s. 333
- Malko Wanda, Biografie kompozytorów częstochowskich. Wojciech Łukaszewski (1936-1978), w: Almanach Częstochowy 1989, Towarzystwo Przyjaciół Częstochowy, Częstochowa 1989, s. 29-34
- Serdak Grażyna, Twórczość Wojciecha Łukaszewskiego na tle polskiej muzyki współczesnej, w: Częstochowa i jej miejsce w kulturze polskiej, WSP, Polskie Towarzystwo Historyczne Oddział w Częstochowie, Częstochowa 1990, s. 190-215